# Neocrepidodera danahina
Neocrepidodera danahina es una especie de insecto coleóptero de la familia Chrysomelidae. Fue descrita científicamente en 1991 por Basu.